# Pericompus sellatus
Pericompus sellatus är en skalbaggsart som beskrevs av Leconte 1851. Pericompus sellatus ingår i släktet Pericompus och familjen jordlöpare. Inga underarter finns listade i Catalogue of Life.